# Arenas del Rey
Arenas del Rey er en by og kommune i det sydøstlige Spanien i provinsen Granada. Den har et indbyggertal på 610 (2024) indbyggere.